# Gullspång község
Gullspång község (svédül: Gullspångs kommun) Svédország 290 községének egyike. A község
Amnehärad, Visnum és Hova egyesülésével jött létre.

## Települései
A községben 6 település található. A települések és népességük:
| Település    | Népesség | Megjegyzés         |
| ------------ | -------- | ------------------ |
| Gullspång    |          | a község székhelye |
| Dals Rostock |          |                    |
| Gårdsjö      |          |                    |
| Hova         |          |                    |
| Otterbäcken  |          |                    |
| Skagervik    |          |                    |

## Külső hivatkozások
- Hivatalos honlap